# NGC 6011
NGC 6011 ist eine 13,5 mag helle Balkenspiralgalaxie vom Hubble-Typ Sb im Sternbild Kleiner Bär und etwa 342 Millionen Lichtjahre von der Milchstraße entfernt. 
Sie wurde am 16. März 1785 von Wilhelm Herschel mit einem 18,7-Zoll-Spiegelteleskop entdeckt, der sie dabei mit „vF, vS, lE“ beschrieb.